# 端顺固伦公主
端顺固伦公主（1825年4月8日—1835年12月27日），道光帝第三女,嫡次女。

## 生平
道光五年 (1825年) 二月二十日寅時出生，生母时為全贵妃钮祜禄氏，后成为皇后。
道光十五年 (1835年) 十一月初八日薨逝，年僅十一岁。
道光帝下旨：“三公主年甫十一岁。资质敏慧。性情和顺。今于本月初八日薨逝。甚为悼惜。著加恩封为端顺固伦公主。并派总管内务府大臣禧恩、经理事宜。一切均照固伦公主例办理。”
道光帝准許供膳果桌辞灵。并两次亲临端顺固伦公主殡所酹酒。
送灵者乾清宫首领一名、太监五名，圆明园首领二名、太监六名，其余不必送。俱穿青褂，不必摘缨云。同年十一月二十日未正，皇后等位至吉祥所三公主灵前赐祭辞灵，未正三刻宣宗赐祭辞灵并升平署总管亦随同。此前公主的姐姐，夭折的端悯固伦公主已经在清东陵内建了园寝，同样早夭的道光皇二女，皇二子，皇三子，均葬在大姐的园寝内。但道光不愿同样夭折的端顺固伦公主也葬在姐姐园寝内，而坚持要为女儿单独建园寝，将女儿葬在陈家门园寝，位置在道光帝在清西陵为自己修建的慕陵东南，丁家沟山前，园寝背依群山，面向中易水河。
道光十六年又下旨：“端顺固伦公主园寝。应种松桧树四百余株。即著前经派出之文连、广亮、承办。毋庸开销。所有一切移栽灌溉及保固年限。悉照廉敬所奏章程办理”。
园寝修好后，道光十八年，十九年，道光帝谒陵时又两次亲端顺固伦公主园寝赐奠。
公主园寝现已不存。不过公主的姐姐端悯固伦公主在清东陵内园寝规制很低，內連石像生、华表、碑亭都没有。宝顶完全是砖砌的，连须弥座都没有。